# La Haye-Malherbe
La Haye-Malherbe is een gemeente in het Franse departement Eure (regio Normandië). De plaats maakt deel uit van het arrondissement Les Andelys. La Haye-Malherbe telde op 1 januari 2022 1.374 inwoners.

## Geografie
De oppervlakte van La Haye-Malherbe bedroeg op 1 januari 2022 9,93 vierkante kilometer; de bevolkingsdichtheid was toen 138,4 inwoners per km².

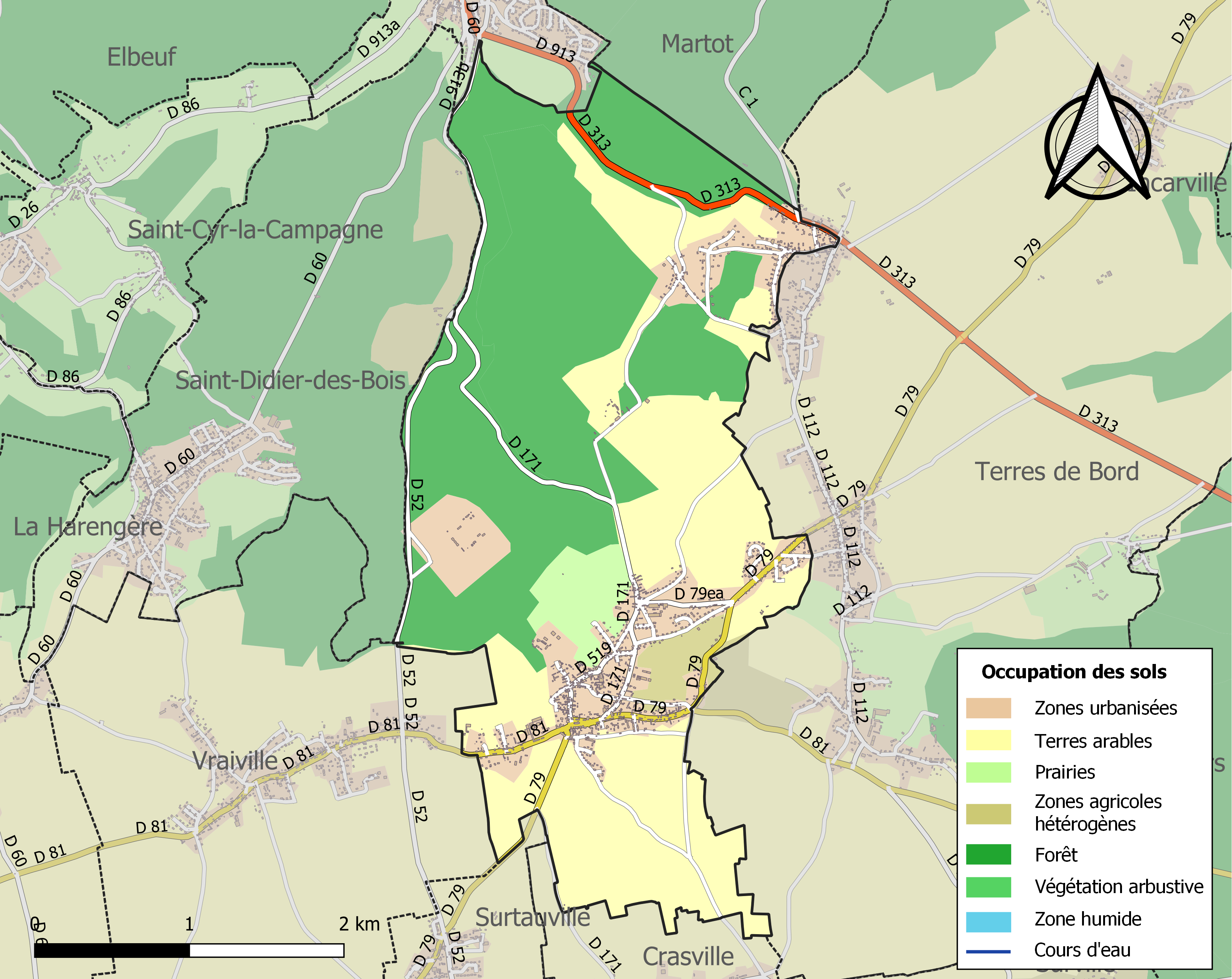
Kaart van de gemeente met belangrijkste infrastructuur, bodemgebruik en omliggende gemeenten

## Demografie
Onderstaande figuur toont het verloop van het inwonertal (bron: INSEE-tellingen).